# 朝原宣治

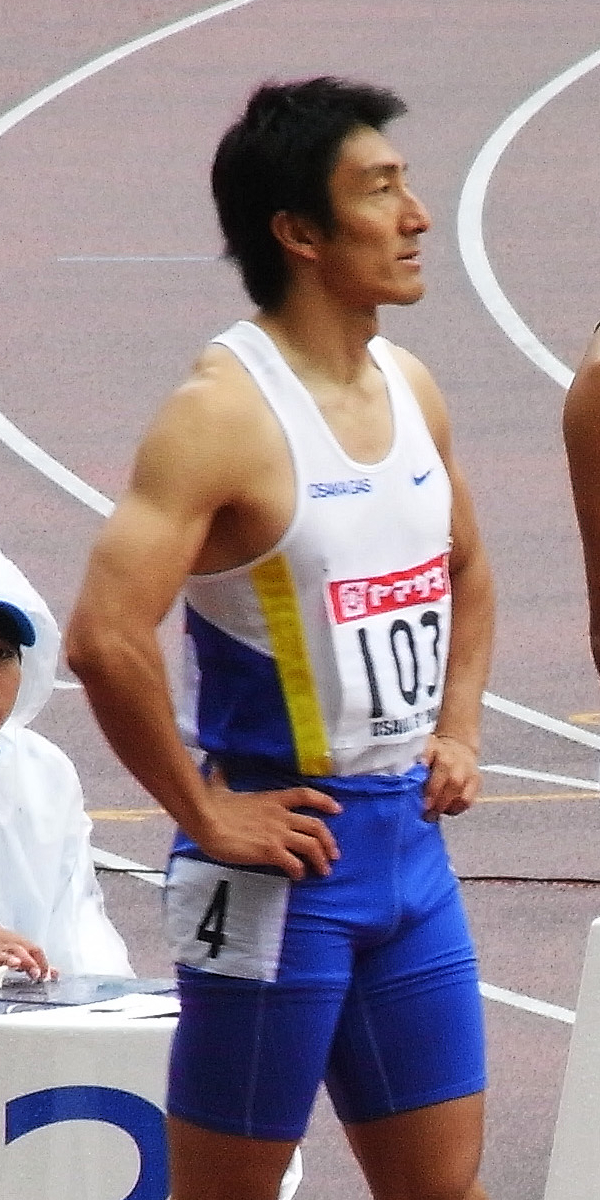
スタートの前の朝原

朝原 宣治（あさはら のぶはる、1972年6月21日 - ）は、兵庫県神戸市北区出身の陸上競技元選手で、専門種目は短距離走・走幅跳。2008年北京オリンピック・陸上男子4x100mリレーの銀メダリストである。現在は陸上競技指導者・スポーツ解説者等で活動中。
100メートル競走においては、日本人として初めて10秒1台及び10秒0台を記録し、日本記録を3回更新した。
妻は同志社大学時代の同窓生かつアーティスティックスイミング元選手で、1992年バルセロナオリンピックソロ・デュエット各種目の銅メダリスト・奥野史子。長女・長男・次女の3人の子供がいる。

## 経歴
神戸市立小部東小学校、神戸市立小部中学校、兵庫県立夢野台高等学校、同志社大学商学部卒業後、大阪ガス入社。

### 小中高校時代
小部中時代はハンドボール部レギュラーで全国大会出場果たす。なお、現在同中学校のハンドボール部は廃部となっている。
陸上競技は夢野台高から始め、高校3年時に走幅跳でインターハイ優勝。

### 100メートル競走選手として開花
元々当初は走幅跳が専門だったが、同志社大学在籍中の1993年10月26日に行われた国体の100mにおいて、当時の日本記録である10秒19をマークして優勝し、以後、スプリンターとしても注目されることになった。当時は和製カール・ルイスと呼ばれた。
アジア人離れした体格と加速力を持ち、リレーのパートナーであった井上悟に「（朝原の加速力はカール・ルイスやリロイ・バレルのそれと同じようなレベルで）あまりにも加速が速過ぎて彼にバトンを渡すのは難しかった」と言わしめた。

### 日本記録更新
100mでの功績は大きく、1993年の10秒19、1996年の10秒14、1997年の10秒08と、日本人として初めて10秒1台、10秒0台を記録し、日本記録を3回更新した。また、オリンピック、世界選手権の100mでは、1996年のアトランタ、1997年のアテネ、2001年のエドモントン、2003年のパリ、2007年の大阪と、5回準決勝に進出している。しかしながら、世界大会での決勝進出は実現することはなかった。
それまで日本記録を更新し合い、リレーメンバーとしても長い付き合いだった伊東浩司とは、お互いの故障が元で直接対決こそ少なかったが、1990年代後半から相次ぐ2人の日本記録更新が、オリンピックや世界選手権におけるリレー種目での入賞というかたちで現れた。それだけでなく末續慎吾ら次の世代の台頭にも繋がった。
2007年世界選手権では日本代表のアンカーとして4x100mリレーに出場。決勝で5位入賞（38秒03 元アジア新記録・元日本新記録）

### 北京オリンピック
2008年は年齢をおして（世界陸上大阪大会時で35歳）現役続行を宣言した。記録もさることながら、容姿も若く見られることが多い。また、4月の織田記念陸上では風邪を押して出場したが、10秒17という35歳の年齢では驚異的な記録を樹立した。北京オリンピックの代表入りを目指して6月の日本選手権に出場。決勝は10秒37の記録で2位であったが、6月30日の日本陸連の理事会で代表に選考され、4大会連続の代表となった。
日本の陸上競技選手ではハンマー投の菅原武男に次いで2人目の4大会連続出場となった北京オリンピックの本番は100mでは2次予選で敗退し、アトランタオリンピック以来の準決勝進出はならなかった。
しかし、8月22日の4x100mリレー予選では1組2着に入り決勝進出（なお予選で優勝候補のアメリカやイギリス、ナイジェリアなどがバトンミスで失格となる大波乱があった）。そして翌日、8月22日の4x100mリレー決勝では、最終走者 として登場し、3着でフィニッシュ。だがそれから8年経過後、このレースで当初金メダルを獲得だったジャマイカチームのネスタ・カーターがドーピングの検体の再検査で禁止薬物の陽性反応を示したため、2017年に銅メダルから銀メダルに正式に繰り上げとなっている。日本男子トラック種目のオリンピックでのメダル獲得は史上初（男女通じても1928年アムステルダムオリンピックの女子800m銀メダルの人見絹枝以来80年振り）であった。なおその際朝原は興奮の余りに、競技に使用したリレーバトンを宙に放り投げたために、一時バトンの行方が不明になっていたが、数日後に発見されてリレーバトンは日本側に返還された。

### 引退後
その年齢や、メダルを獲得したことから今後の進退が注目されていたが、2008年9月のスーパー陸上（等々力陸上競技場）を引退レースにすることが発表され、正式な引退会見も行われた。
9月23日、引退レースとなるスーパー陸上では男子100mに出場、銅メダルメンバーの3人を含むレースで3位に入り、ラストランを飾った。競技終了後、朝原の引退セレモニーが挙行され、特別ゲストとして北京オリンピック三冠王のウサイン・ボルトが登場し、朝原にねぎらいの言葉と花束を贈った。この当時まだ22歳のボルトも「36歳までこの世界で現役を続けることは、私にはできないかもしれない」と話し（実際ボルトは31歳で現役を引退している）、改めて朝原の息の長い現役生活に敬意を示すほどだった。朝原は「選手生活の最後にこんな幸せな最後を迎えられることはそういない。本当に感謝でいっぱいです」と会場のファンの前で挨拶した。また、銅メダルメンバーの末續、塚原、高平、そして為末大、福島千里など陸上仲間が朝原を胴上げしてセレモニーの最後を締め括った。
「GQ MEN OF THE YEAR 2008」を受賞。
母校の同志社大大学院に在籍（休学中）していて、2008年4月からは同大学に新設されたスポーツ健康科学部のアドバイザーに就任し、陸上のみならずスポーツ全体の貢献に関わっていく意思を表明した。名言は「100mは人間力」。
2010年には柳本晶一らとアスリートネットワークを結成。4月には自らが主宰するスポーツクラブ『NOBY TRACK and FIELD CLUB』を旗揚げし、ジュニアやユース世代の選手育成を主眼とした陸上競技教室などを開講している。
2018年に行われた世界マスターズ陸上競技選手権大会の4×100mリレー（45 - 49歳クラス）において43秒77で優勝（武井壮・佐藤政志・譜久里武・朝原宣治）。

## その他
- 現妻・奥野史子とは同志社大学入学直後のゼミで、偶然隣席に座っていたのを機に交際を開始。朝原が下宿先の電話が入った日、奥野にその電話番号のメモを渡した処、最初に朝原の元へ電話をくれたのが奥野だったという[14]。
- 大阪ガス所属の看板選手として、同社の「ガスを正しく安全に」と、ガス器具の正しい使い方を啓発するテレビCMに出演している。なお同じCMが、九州の西部ガスでも、社名を差し替えて放映されている。
- 2013年の第23回参議院議員通常選挙にて、自由民主党大阪府連から大阪選挙区での出馬を打診されたが、所属先である大阪ガスからの強い慰留を受け、出馬を断った[15]。
- 引退後に朝原の遺伝子を検査した結果、短距離走に最適な筋肉の構成に優れている遺伝子が多く存在する事がわかった。これらの遺伝子はジャマイカをはじめとする、短距離走で活躍する黒人選手達に多く存在する遺伝子であるという。更に朝原にはそれだけでなく、年齢を重ねても筋力が衰えにくい遺伝子も含まれている事が判明した。この結果について朝原は、自分の選んだ道が結果的に自分の才能に適合していたことに安堵したと感想を述べている[16]。
- また、スタート時には、自重の2倍以上の力で踏み出すことができるという。瞬間的な踏み出す力に関してはアサファ・パウエルをも凌駕する数字である。
- 2009年からはTBSテレビの世界陸上中継で短距離走の解説を担当しており100mの決勝などでは伊東浩司とダブル解説で担当する。
- 2016年4月29日から日本テレビの『news every.』の金曜日第一部（16時台）に不定期出演しており、リオデジャネイロオリンピックに出場する日本代表選手を取材している。
- 2017年1月26日、2008年北京五輪・陸上男子4x100mリレーで、当初優勝したジャマイカチームの内ネスタ・カーターが、8年が経過した2016年6月に実施されたドーピング再検査で陽性反応が出た為失格・金メダル剥奪が決定、日本代表が銅から銀に正式に繰り上がったとの報道を受け、朝原は「私達の記憶では当時の感動や評価、順位が事実。一つ上がって良いじゃないか、というものでは無い」とコメント。その上朝原は「歴史が変わってしまう」と、現在海外のドーピング違反者が続出する現状に危機感を口にし「2020年の東京オリンピックでは（違反者が）一人も出ないクリーンな大会にして欲しい」と要望した[17]。
- 2018年9月16日、スペインのマラガで行われた世界マスターズ陸上に武井壮をはじめとする2人と45歳クラス4×100ｍRに出場し優勝した。記録は43秒77で世界記録に0.35秒足りなかった。

## 主な戦績

### 主な国際大会
備考欄の記録は当時のもの
| 年   | 大会                      | 場所         | 種目      | 結果    | 記録          | 備考 |
| ---- | ------------------------- | ------------ | --------- | ------- | ------------- | --- |
| 1990 | アジアジュニア選手権 (en) | 北京         | 走幅跳    | 2位     | 7m49 (+0.9)   | |
| 1990 | アジアジュニア選手権 (en) | 北京         | 4x100mR   | 優勝    | 40秒95        | |
| 1993 | 東アジア大会 (en)         | 上海         | 走幅跳    | 2位     | 7m93          | |
| 1993 | アジア選手権 (en)         | マニラ       | 走幅跳    | 優勝    | 8m13 (+0.7)   | 日本歴代2位 |
| 1994 | アジア大会                | 広島         | 走幅跳    | 9位     | 7m65          | |
| 1995 | ユニバーシアード (en)     | 福岡         | 走幅跳    | 7位     | 8m03 (+1.2)   | |
| 1995 | 世界選手権                | イェーテボリ | 走幅跳    | 12位    | 7m77 (+1.2)   | 予選8m08 (+0.7)：世界選手権日本男子最高記録                                                                                           |
| 1996 | オリンピック              | アトランタ   | 走幅跳    | 予選    | 7m46 (+0.6)   | |
| 1996 | オリンピック              | アトランタ   | 100m      | 準決勝  | 10秒16 (-0.5) | （当時）五輪日本男子最高記録 |
| 1996 | オリンピック              | アトランタ   | 4x100mR   | 予選    | DQ (4走)      | |
| 1997 | 世界室内選手権            | パリ         | 走幅跳    | 予選    | 7m83          | |
| 1997 | 東アジア大会 (en)         | 釜山         | 100m      | 優勝    | 10秒04 (+4.0) | |
| 1997 | 東アジア大会 (en)         | 釜山         | 4x100mR   | 優勝    | 39秒32 (4走)  | 大会記録 |
| 1997 | 東アジア大会 (en)         | 釜山         | 走幅跳    | 4位     | 7m89 (+1.6)   | |
| 1997 | 世界選手権                | アテネ       | 走幅跳    | 予選    | 7m88 (-0.4)   | |
| 1997 | 世界選手権                | アテネ       | 100m      | 準決勝  | 10秒33 (+0.5) | |
| 1997 | 世界選手権                | アテネ       | 4x100mR   | 準決勝  | 38秒31 (4走)  | （当時）アジア記録 (予選38秒44：アジア記録)                                                                                           |
| 1999 | 世界室内選手権            | 前橋         | 60m       | 準決勝  | 6秒60         | 世界室内選手権日本男子最高記録 |
| 2000 | オリンピック              | シドニー     | 4x100mR   | 6位     | 38秒66 (4走)  | 準決勝38秒31：アジアタイ記録 |
| 2001 | 世界室内選手権            | リスボン     | 60m       | 準決勝  | 6秒72         | |
| 2001 | 東アジア大会 (en)         | 大阪         | 100m      | 3位     | 10秒44 (0.0)  | |
| 2001 | 世界選手権                | エドモントン | 100m      | 準決勝  | 10秒33 (-1.2) | 2次予選10秒06：風速計故障のため参考記録                                                                                               |
| 2001 | 世界選手権                | エドモントン | 4x100mR   | 4位     | 38秒96 (4走)  | 世界選手権日本男子最高成績 |
| 2002 | アジア大会                | 釜山         | 100m      | 2位     | 10秒29 (+0.3) | |
| 2002 | アジア大会                | 釜山         | 4x100mR   | 2位     | 38秒90 (4走)  | |
| 2003 | 世界室内選手権            | バーミンガム | 60m       | 予選    | 6秒71         | |
| 2003 | 世界選手権                | パリ         | 100m      | 準決勝  | 10秒42 (+0.5) | 世界選手権日本男子最高成績：1組6着 |
| 2003 | 世界選手権                | パリ         | 4x100mR   | 6位     | 39秒05 (4走)  | |
| 2004 | オリンピック              | アテネ       | 100m      | 2次予選 | 10秒24 (+0.2) | |
| 2004 | オリンピック              | アテネ       | 4x100mR   | 4位     | 38秒49 (4走)  | |
| 2005 | アジア選手権 (en)         | 仁川         | 100m      | 4位     | 10秒57 (-0.3) | |
| 2005 | 世界選手権                | ヘルシンキ   | 100m      | 2次予選 | 10秒58 (-2.0) | |
| 2005 | 世界選手権                | ヘルシンキ   | 4x100mR   | 8位     | 38秒77 (4走)  | |
| 2007 | 世界選手権                | 大阪         | 100m      | 準決勝  | 10秒36 (+0.3) | 1次予選10秒14(+1.0)：（当時）世界選手権日本男子最高記録                                                                               |
| 2007 | 世界選手権                | 大阪         | 4x100mR   | 5位     | 38秒03 (4走)  | （当時）アジア記録 (予選38秒21：アジア記録)                                                                                           |
| 2008 | オリンピック              | 北京         | 100m      | 2次予選 | 10秒37 (-0.2) | |
| 2008 | オリンピック              | 北京         | 4x100mR   | 2位     | 38秒15 (4走)  | 五輪のトラック種目で日本男子史上初メダル 五輪男子同種目の最年長メダリスト＆ファイナリスト記録 (36歳62日) オリンピック日本男子最高記録 |
| 2018 | 世界マスターズ陸上        | マラガ       | 4×100ｍＲ | 優勝    | 43秒77(４走)  | |

## 自己ベスト
| 種目    | 記録   | 風速 | 年月日        | 場所               | 備考                           |
| 屋外    | 屋外   | 屋外 | 屋外          | 屋外               | 屋外                           |
| ------- | ------ | ---- | ------------- | ------------------ | ------------------------------ |
| 100m    | 10秒02 | +2.0 | 2001年7月13日 | オスロ             | 日本歴代6位                    |
| 200m    | 20秒39 | +0.9 | 1997年7月13日 | シュトゥットガルト |                                |
| 走幅跳  | 8ｍ13  | +0.7 | 1993年12月3日 | マニラ             | 日本歴代8位                    |
| 走幅跳  | 8ｍ18  | +3.0 | 1997年4月29日 | 広島               | 追い風参考記録                 |
| 4×100mR | 38秒03 |      | 2007年9月1日  | 大阪               | 四走、元アジア記録、元日本記録 |
| 室内    |        |      |               |                    |                                |
| 50m     | 5秒75  |      | 2002年2月24日 | リエヴァン         | 日本記録                       |
| 60m     | 6秒55  |      | 1997年3月1日  | ジンデルフィンゲン |                                |
| 100m    | 10秒41 |      | 2002年2月4日  | タンペレ           | 前室内アジア記録               |
| 200m    | 21秒22 |      | 1999年2月28日 | ジンデルフィンゲン |                                |
| 走幅跳  | 7m83   |      | 1997年3月7日  | パリ               |                                |

## 著書
- 『朝原宣治のだれでも足が速くなる (GAKKEN SPORTS BOOKS)』（学研、2007/8、ISBN 978-4054034358）
- 『朝原宣治の　速く走る(DVD付)(COSMIC MOOK アスリートのソコが知りたい! vol. 4)』（コスミック出版、2008/8、ISBN 978-4774751696）
- 『肉体マネジメント』（幻冬舎、2009/1、ISBN 978-4344981058）
- 『こうすればかけっこが速くなる (こどもスーパー新書)』（小学館、2010/4、ISBN 978-4092538016）
- 『朝原宣治の最速メソッド』（エイ出版社、2014/3、ISBN 978-4777931620）

## 関連書籍
- 『パパ、かっこよすぎやん!　夫婦で勝ち取った五輪3個の銅メダル』（奥野史子(著)、小学館、2008/12、ISBN 978-4093878081）
- 『朝原宣治　歴史をつくった感動のスプリンター(シリーズ・素顔の勇者たち)』（金田妙(著)、旺文社、2009/4、ISBN 978-4010695784）
- 『チーム朝原の挑戦　バトンは夢をつなぐ』（折山淑美(著)、学研ホールディングス、2009/7、ISBN 978-4052031335）
- 『ランニングを極める アレクサンダー・テクニークで走りの感性をみがく』（マルコム・ボーク (著)、アンドリュー・シールズ(著)、朝原宣治(監修)、小野ひとみ(翻訳)、太田久美子(翻訳)、春秋社、2009/12、ISBN 978-4393713747）